# Нечипорук Микола Васильович
Микола Васильович Нечипорук (10 листопада 1952, с. Малеве, Демидівський район, Рівненська область — 5 серпня 2025) — український вчений, доктор технічних наук.

## Життєпис
Микола Нечипорук народився 10 листопада 1952 у селі Малеве Демидівського району Рівненської області. Вищу освіту здобував у Харківському авіаційному інституті (з 2000 року Національний аерокосмічний університет ім. М. Є. Жуковського «Харківський авіаційний інститут»). По його закінченню у 1979 році, залишився працювати в інституті. З 1979 року обіймав посаду директора студмістечка.
Член Комуністичної партії з січня 1980 року[джерело?].
У 1998 році став проректором з адміністративно-фінансової діяльності, а через шість років проректором з науково-педагогічної роботи. У 2011 році отримав вчене звання професора, а наступного року науковий ступінь доктора технічних наук. З 2017 року виконував обов'язки ректора, а наступного року став ректором.
Як науковець займається проблемами інтегрованих технологій складання й утилізації літальних апаратів та інших транспортних засобів. Досліджує технології виконання захисних покриттів виробів авіаційної та автомобільної техніки та моделювання онтологій і онтологічної системи підтримки прийняття рішень з вибору імпульсних пристроїв. Створив систему підтримки прийняття управлінських рішень у діяльності закладів вищої освіти. На базі своїх розробок впровадив в університеті комп'ютерну систему підтримки прийняття рішень, яка стала першою в Україні подібною системою.
Був членом Партії регіонів та обирався депутатом Харківської міської ради 6-го скликання (2010—2015 роки).

## Науковий доробок
- Технология выполнения защитных покрытий изделий авиационной и автомобильной техники: Учеб. пособ. 2012
- Разработка технологического процесса и инструмента импульсной клепки авиационных конструкций из углепластика. 2012
- Утилизация летательных аппаратов. 2014
- Формирование информации о технологических характеристиках объектов производства с использованием их аналитических методов описания в среде CAD/CAM систем // Открытые информ. и компьютер. интегриров. технологии: Сб. науч. тр. 2017. Вып. 77

## Нагороди
- Орден князя Ярослава Мудрого V ступеня (2021)[3].